# Pohang Steel Yard
Pohang Steel Yard – stadion piłkarski znajdujący się w Pohang. Na tym obiekcie rozgrywają mecze piłkarze Pohang Steelers.
Jest to pierwszy jednofunkcyjny stadion w Korei Południowej, który został wybudowany specyficznie dla gry w piłkę nożną.